# Uredo sissoo
Uredo sissoo är en svampart som beskrevs av Syd., P. Syd. & E.J. Butler 1906. Uredo sissoo ingår i släktet Uredo, ordningen Pucciniales, klassen Pucciniomycetes, divisionen basidiesvampar och riket svampar. Inga underarter finns listade i Catalogue of Life.